# Meridià 178 a l'est
El meridià 178 a l'est de Greenwich és una línia de longitud que s'estén des del pol Nord travessant l'oceà Àrtic, Àsia, l'oceà Índic, l'oceà Antàrtic, Nova Zelanda i l'Antàrtida fins al pol Sud.
El meridià 178 a l'est forma un cercle màxim amb el meridià 2 a l'oest. Com tots els altres meridians, la seva longitud correspon a una semicircumferència terrestre, uns 20.003,932 km. Al nivell de l'Equador, és a una distància del meridià de Greenwich de 19.815 km.

## De Pol a Pol
Començant en el pol Nord i dirigint-se cap al pol Sud, aquest meridià travessa:
| Coordenades                               | País, territori o mar   | Notes                                                                                                 |
| ----------------------------------------- | ----------------------- | --- |
| 90° 0′ N, 178° 0′ E / 90.000°N,178.000°E  | Oceà Àrtic              | |
| 72° 0′ N, 178° 0′ E / 72.000°N,178.000°E  | Mar de Sibèria Oriental | |
| 69° 28′ N, 178° 0′ E / 69.467°N,178.000°E | Rússia                  | Districte autònom de Txukotka                                                                         |
| 64° 12′ N, 178° 0′ E / 64.200°N,178.000°E | Estuari d'Anadir        | |
| 69° 28′ N, 178° 0′ E / 69.467°N,178.000°E | Rússia                  | Districte autònom de Txukotka                                                                         |
| 62° 32′ N, 178° 0′ E / 62.533°N,178.000°E | Mar de Bering           | Passa a l'oest de Segula, Alaska, Estats Units (a 52° 1′ N, 178° 5′ E / 52.017°N,178.083°E)           |
| 51° 55′ N, 178° 0′ E / 51.917°N,178.000°E | Oceà Pacífic            | |
| 17° 24′ S, 178° 0′ E / 17.400°S,178.000°E | Fiji                    | Illa de Viti Levu                                                                                     |
| 18° 15′ S, 178° 0′ E / 18.250°S,178.000°E | Oceà Pacífic            | |
| 18° 22′ S, 178° 0′ E / 18.367°S,178.000°E | Fiji                    | Illa de Yanutha                                                                                       |
| 18° 23′ S, 178° 0′ E / 18.383°S,178.000°E | Oceà Pacífic            | |
| 19° 6′ S, 178° 0′ E / 19.100°S,178.000°E  | Fiji                    | Illa de Kadavu                                                                                        |
| 19° 9′ S, 178° 0′ E / 19.150°S,178.000°E  | Oceà Pacífic            | |
| 37° 32′ S, 178° 0′ E / 37.533°S,178.000°E | Nova Zelanda            | Illa del Nord — passa a través de la ciutat de Gisborne (a 38° 39′ S, 178° 0′ E / 38.650°S,178.000°E) |
| 38° 40′ S, 178° 0′ E / 38.667°S,178.000°E | Oceà Pacífic            | |
| 60° 0′ S, 178° 0′ E / 60.000°S,178.000°E  | Oceà Antàrtic           | |
| 78° 4′ S, 178° 0′ E / 78.067°S,178.000°E  | Antàrtida               | Dependència de Ross, reclamat per Nova Zelanda                                                        |